# Tuna
Uma Tuna é um agrupamento musical, caracterizado por ser constituído por cordofones (sendo uma das várias designações que identifica uma orquestra de plectro). O termo Tuna designa e circunscreve, aliás, o tipo de agrupamento segundo o leque instrumental que utiliza. Pode apresentar-se como mero agrupamento instrumental (a sua primeira origem), bem como na versão canto e instrumento (actualmente em voga). A tuna pode ser de natureza popular ou de natureza estudantil (derivando da estudantinas do século XIX e inícios do XX), tocando sentada ou de pé (ou num misto dos dois, conforme fez escola nos agrupamentos canários, por exemplo).
As Tunas de feição estudantil são apelidadas de Tunas Académicas ou Universitárias (quando agrupam estudantes ligados a uma Universidade). A tuna académica pode ainda dizer respeito às formações compostas por estudantes do liceu (formações muito numerosas no século XIX e de que há registo até aos anos 60-70 do século XX) ou de outros graus de ensino.

## Origem

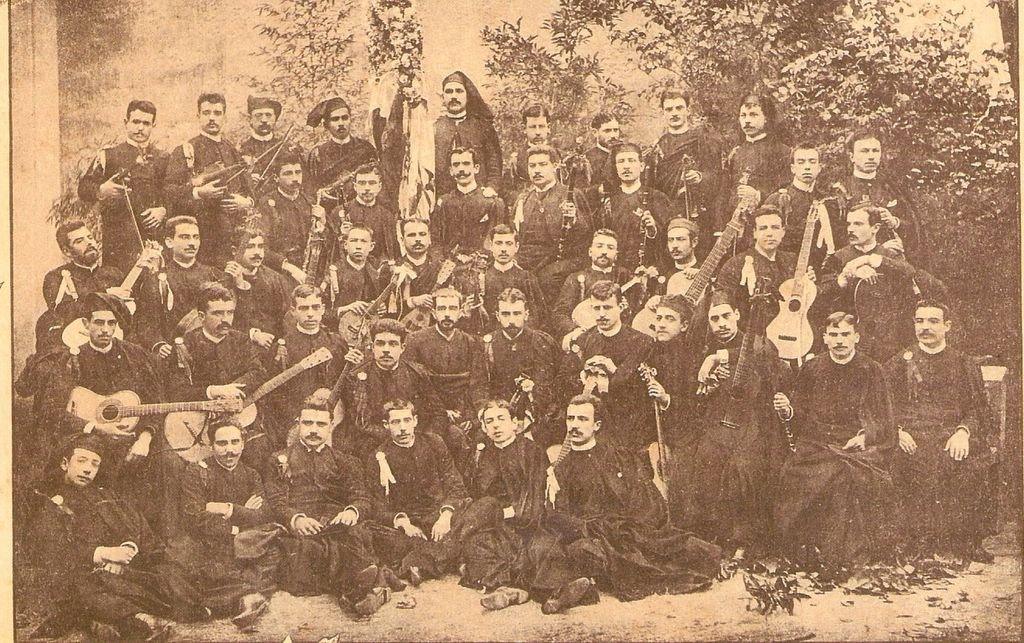
A Estudantina de Coimbra, fundada em Maio de 1888.

A origem destes agrupamentos encontram-se a partir da década de 1830, em Espanha, nascendo no foro popular sob a designação de "Estudiantinas", por serem grupos carnavalescos que imitavam, no seu trajar, os estudantes (tal como outros grupos se vestiriam de outras profissões). 
Já a pretensa ligação aos Goliardos é comprovadamente mais uma colagem romântica do que um facto histórico - tese defendida por alguns, a propósito da suposta herança goliardesca nas tunas, mas logo desmentida em "QVID TUNAE?", onde também a tese dos sopistas, jograis, trovadores, menestréis e afins, como antepassados dos Tunos e das Tunas, é pronta e documentalmente descartada).
A Tuna Académica é um agrupamento constituído por estudantes (na actualidade é essencialmente formada por alunos do ensino superior - embora nas primeiras décadas do século XX tenham sido comuns as tunas compostas por alunos de liceu, entre outros). O repertório musical das tunas é extremamente variado, indo desde adaptações de temas de autor, passando pela música erudita, pela música popular, até composições originais cuja temática incide essencialmente na vida boémia estudantil, na celebração do amor, mantendo afinidades temáticas com o fado e um certo estilo de música muito em voga nas primeiras décadas do século XX, de cariz humorístico e brejeiro - picaresco, portanto. Envergam usualmente o traje académico da instituição que representam, sem prejuízo de em certos casos serem criados trajes especificamente para o efeito - inspirados, em todo o caso, quer em trajes estudantis antigos, quer com adaptações de elementos etnográficos da região a que pertence (opção mais questionável do ponto de vista histórico).

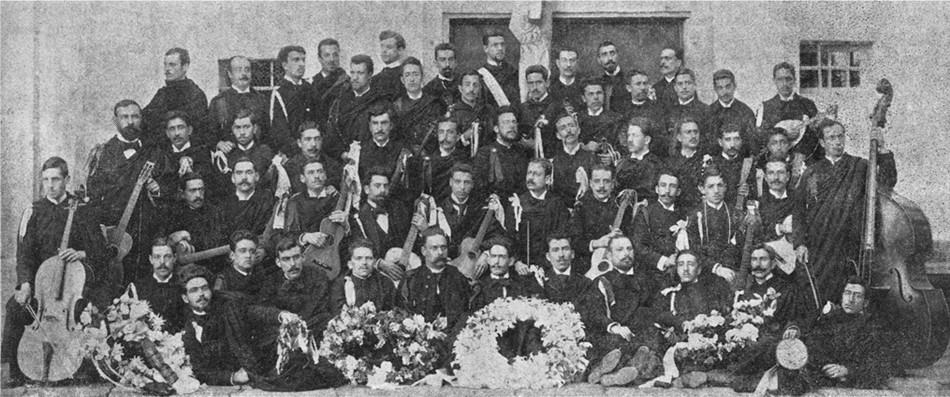
A Tuna Portuense (fundada em 1890), também apelidada de Estudantina Portuense (entre outras designações), em 1897.

As tunas "chegaram", a Portugal no século XIX, havendo já registos das mesmas (com o nome Tuna ou Estudantina - termos sinónimos) desde antes da década de 1870 (embora no foro popular), sendo que a visita da Tuna de Santiago de Compostela, em 1888 (e de outras depois, como a e Salamanca, Sevilha, Madrid ou Córdoba) a Portugal marca os primeiros passos da institucionalização da Tuna, ou seja quando encontramos a Tuna não apenas no foro popular, mas em todos os ciclos escolares (com o ensino superior em último) com a fundação da Estudantina de Coimbra, seguindo-se outras (Porto, Viseu, Aveiro, Figueira da Foz, Lisboa.....) quer nas escolas superiores da época ou a nível liceal (o actual ensino secundário), das quais subsiste apenas, actualmente, a Tuna Académica do Liceu de Évora (1900).
De notar que a tradição das estudantinas já era bem conhecida no nosso país, antes de 1888, com a existência de tunas/estudantinas anteriores a essa data, segundo nos conta o "QVID TUNAE?".
O fenómeno "tuna/estudantina" não se fixou apenas no contexto académico. De facto, foi fora do contexto universitário que este tipo de agrupamentos conheceu maior pujança ao longo de todo o século XX. Estes agrupamentos de cariz popular assumiram, por vezes, outras designações (Mandolinata, Orquestra de plectro, "Sol e Dó"....). 

Estas tunas populares, que encontramos tanto em Portugal como noutros países (nomeadamente europeus), pontificavam quer no meio rural quer urbano, e, segundo os recursos e circunstância, podiam ser apenas sazonais como mais permanentes, tanto de um amadorismo primário como serem orquestras de renome. De composição masculina, feminina ou mista, podiam ser tanto informais (de aldeia ou de bairro) como representar corporações (sapateiros, operários, caixeiros...) ou mesmo formar-se em torno de ideais políticos ou religiosos (várias tunas, em Portugal, se criam no seio de Centros Republicanos, centros maçons e centros católicos). As estudiantinas/tunas serão, porventura, o mais importante fenómeno de democratização da música, ocorrido no virar do séc. XIX para o XX - na esteira do movimento orfeónico em voga pelo mundo e iniciado em França, em inícios do séc. XIX.

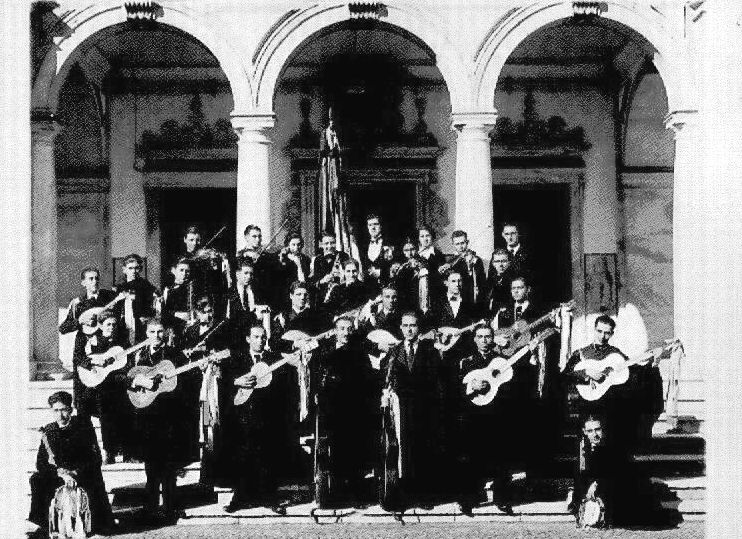
Tuna Académica do Liceu de Évora, ca. 1940

A definição para este tipo de agrupamento, segundo o "QVID TUNAE?", será a seguinte:
Tuna/Estudantina - Tendo surgido inicialmente em Espanha em meados/finais do século XIX com a designação de estudiantinas, as tunas são agrupamentos musicais tanto de âmbito popular (urbano e rural) como estudantil. São constituídos essencialmente por instrumentos de cordas (cordofones) plectrados, dedilhados e friccionados, acompanhados de acordeão, flautas e percussão ligeira. Nos agrupamentos de cariz estudantil, a pandeireta é ícone histórico indispensável.As tunas podem apresentar se em palco tanto sentadas (em disposição orquestral clássica) como de pé. Interpretam um repertório eclético, do erudito ao popular, acompanhando a execução instrumental com canto (a solo ou em coro), característica mais visível nos agrupamentos estudantis.As tunas de cariz estudantil, e em especial as do foro universitário, envergam o traje da academia em que se integram ou indumentária própria (usualmente baseado na tradição das tunas do país vizinho e/ou evocativo do património cultural local). São normalmente constituídas por estudantes e antigos estudantes, recebendo a designação de «tunas de veteranos» ou «quarentunas» quando são exclusivamente compostas por estes últimos.
Na sua visita a Portugal em 1888, a Estudantina Compostelana - e na época, tal como hoje, Estudantina e Tuna eram dois termos que definiam o mesmo conceito - serviu de inspiração à fundação da Estudantina de Coimbra.

Segundo o CoSaGaPe (grupo de tunólogos portugueses, com vasta obra editada), já existem notícias de grupos em actividade na década de 1870 (nomeadamente na região de Aveiro, Braga e Beja), tornando-se mais expressivos na década de 1880, como é o caso da Estudantina de Coimbra, Estudantina Portuense, Estudantina em Espozende, Tuna Académica de Guimarães ou da Tuna do Liceu de Aveiro (1888), entre outras. Em 1889, nasce a Estudantina Viseense e temos registo de uma Tuna Compostela do Funchal (ilha da Madeira), a imitar a original, ou, ainda, da Tuna do Colégio S. Dâmaso (Guimarães). No ano de 1890, temos, além de uma Estudantina Académica Portuense e outra feminina (na mesma cidade), a Estudantina da Figueira da Foz, a Tuna do Jornal "Commercio do Porto", a Tuna do liceu de Santarém, entre outras. Em 1891 regista-se também a existência da Tuna Académica Lamecense, a Tuna do Colégio da Foz (Porto), Estudantina de Moncorvo, Estudantina de Cascais, etc.. São alguns dos mais antigos exemplos (sem contar com as fugazes formações da década de 1870 que ocorrem em épocas de carnaval) da institucionalização da Tuna em Portugal (seguindo dezenas de fundações nos anos seguintes). Em 1895, será fundada a TAL (Tuna Académica de Lisboa) e a Tuna Académica Vilarealense, para só citar alguns exemplares, da muitas dezenas que nascem nessa década e seguintes. 

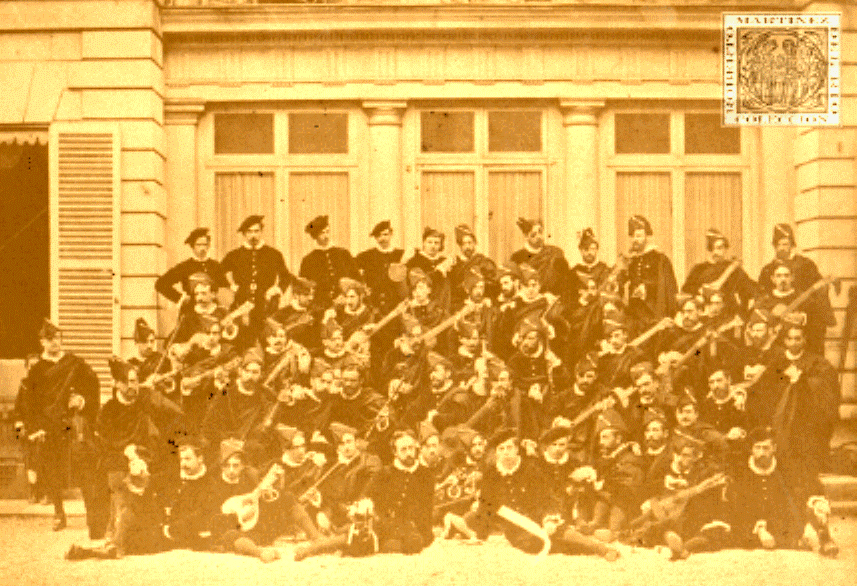
A Estudantina Espanhola que fez enorme sucesso no Carnaval de Paris em 1878.

Em finais do Século XIX, inícios do de XX, o fenómeno das Estudiantinas popularizou-se em Espanha e fora dela com particular destaque para a Estudiantina Española (a qual, em 1878 fará grande digressão a Paris), a Estudiantina Pignatelli e, obviamente, a mais conhecida e importante de todas: Estudiantina Española Figaro, composta de músicos profissionais, que influenciou sobremaneira a formação de agrupamentos deste género um pouco por toda a Europa, para lá da América Central e do Sul, a qual esteve em Lisboa entre Maio e Julho de 1878.
De salientar que a "Fígaro" foi quem "desenhou" a Tuna, nomeadamente em termos de repertório e apresentação cénica/estética. No que diz respeito ao traje, o qual não é traje estudantil nenhum, mas uma mescla de roupagens da época do "siglo de Oro" (desencantado no guarda-roupa de um teatro Madrileno), ele é baseado na indumentária da Estudiantna Española que foi a Paris, inspirando, assim, os trajes dos grupos que se viriam a formar, tendo em conta que o traje estudantil, em Espanha, fora abolido há muito (década de 1830).
Em termos de repertório, a influência da Estudiantina Espanhola de 1878, e da Fígaro, vão definir o modelo: repertório erudito, clássico, com incursões ao popular.
Muitas estudiantinas não eram, pois, compostas exclusivamente por estudantes universitários e, em alguns casos, nem ligadas à Universidade eram, sequer.
Foi por causa da apropriação do termo "estudiantina", pelo foro civil e popular que os estudantes reabilitam o termo "Tuna", no intuito de distinguirem as Estudiantinas de Estudantes, de facto, das que o não eram.
Em Portugal, tal não resultou (havia estudantinas e tunas quer de estudantes quer de civis) pelo que, a partir de determinada altura, se sentiu a necessidade de acrescentar a designação "Académica".
A Tuna, contrariamente ao mito propalado, apenas surge no século XIX, derivando das estudantinas (e estas das comparsas das festas de máscaras). Antes disso não existiam tunas, mas tão só o "correr la tuna", a que muitos estudantes aderiram - daí a designação "estudiantes de la tuna" (erradamente entendido como membros de uma Tuna), ou seja um modo de vida caracterizado pela mendicidade, o engano, a cata de sustento (através dos mais variados expedientes- alguns musicais e artísticos, outros na trapaça, no engano) que não era exclusivo do foro estudantil (pese embora ter permanecido a imagem do estudante boémio, em razão do prestígio que as gentes de letras, com estudos, sempre tiveram).
Na actualidade, e desde o ressurgimento do fenómeno no contexto do Ensino Superior, durante os anos 80 do século XX, em Portugal, os grupos escolares são quase todos de âmbito universitário, sendo residuais as de liceu (de que a centenária Tuna do Liceu de Évora é paradigma).

## Etimologia
Havendo muitas teorias, os investigadores do "QVID TUNAE?" demonstraram que mais plausível a que defende a origem em "thune" -"albergue para mendigos" (tese defendida pelos filólogos e linguistas), embora façam também a análise detalhada de todas as demais e apresentem provas e argumentos que suportam ou descartam essas várias teses.
Há, contudo, de perceber que o significado desse termo nada tem a ver com as Tunas, tal qual as conhecemos e tal qual surgiram (inicialmente com a designação de "estudiantinas"), dado que era um termo da área do calão para se referir ao acto de sobreviver de esmolas ou de expediente para as conseguir, algo que não era exclusivo do estudantes (embora gozassem de maior prestígio e, por isso, o termo lhes fosse mais correntemente atribuído) nem estava ligado à música. 

## Principais instrumentos utilizados
- Guitarra clássica
- Cavaquinho
- Bandolim
- Bandola
- Baixo acústico ou Contrabaixo
- Pandeireta
- Acordeão
- Bombo
- Flauta
- Violino
- Viola